# Eulithidium pulloide
Eulithidium pulloide är en snäckart som först beskrevs av Carpenter 1864.  Eulithidium pulloide ingår i släktet Eulithidium och familjen turbinsnäckor. Inga underarter finns listade i Catalogue of Life.